# Colin Beacom
Colin Beacom (* 1937) ist ein englischer Badmintonspieler. 

## Karriere
Colin Beacom gewann 1963 die Irish Open und 1964 Scottish Open. 1964 wurde er auch nationaler Titelträger in England. 1966 und 1968 folgten weitere Meistertitel in seiner Heimat. 1967 war er bei den Canadian Open erfolgreich, 1973 noch einmal bei den Scottish Open.

## Sportliche Erfolge
| Saison | Veranstaltung                  | Disziplin    | Platz | Name                              |
| ------ | ------------------------------ | ------------ | ----- | --------------------------------- |
| 1963   | Irish Open                     | Herreneinzel | 1     | Colin Beacom                      |
| 1964   | Scottish Open                  | Herrendoppel | 1     | Colin Beacom / Kenneth Derrick    |
| 1964   | England: Einzelmeisterschaften | Mixed        | 1     | Colin Beacom / Jennifer Pritchard |
| 1966   | England: Einzelmeisterschaften | Herrendoppel | 1     | Tony Jordan / Colin Beacom        |
| 1967   | Canadian Open                  | Herrendoppel | 1     | Roger Mills / Colin Beacom        |
| 1968   | England: Einzelmeisterschaften | Herrendoppel | 1     | Tony Jordan / Colin Beacom        |
| 1973   | Scottish Open                  | Herreneinzel | 1     | Colin Beacom                      |